# هام

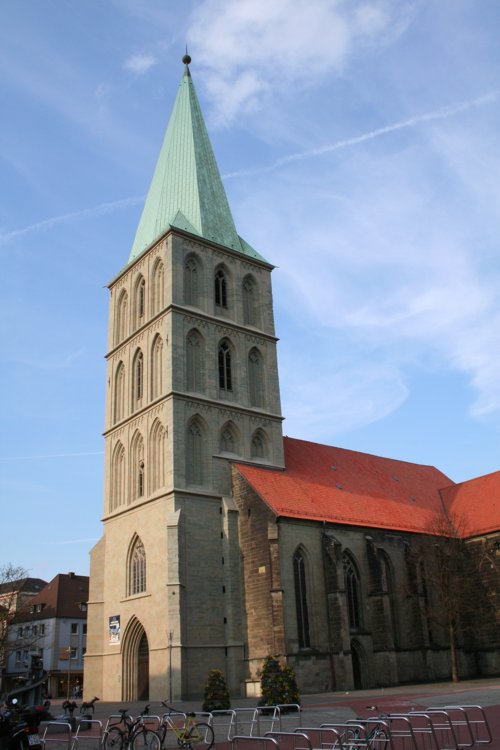
هام

هام یکی از شهرهای ایالت نوردراین-وستفالن آلمان می‌باشد. این شهر در ناحیهٔ شمالی منطقه رور واقع شده‌است. جمعیت هام در دسامبر ۲۰۰۳ میلادی باغ بر ۱۸۰٬۸۴۹ نفر بوده‌است. ایستگاه راه‌آهن این شهر یکی از مهم‌ترین ایستگاه‌های راه‌آهن آلمان می‌باشد و ساختمان آن به‌دلیل قدمت تاریخی شهرت پیدا کرده‌است.